# Herb prowincji Tartu

Herb prowincji Tartu

Herb prowincji Tartu prowincji przedstawia na tarczy dzielonej w lewy skos srebrną wstęgą z dwoma błękitnymi falami, w polu górnym błękitnym złotą sześcioramienną gwiazdę. W polu drugim zielonym złotą gałąź dębową z 4 liśćmi i 2 żołędziami.
Herb przyjęty został 5 lutego 1937 roku. Fale srebrno-błękitne symbolizują rzekę Emajögi, nad którą leży Tartu. Gwiazda (z herbu miasta) jest symbolem uniwersytetu w Tatru (Dorpat) a dąb jest jednym z estońskich symboli narodowych.